# Heteromysis gracilis
Heteromysis gracilis är en kräftdjursart som beskrevs av Murano 1988. Heteromysis gracilis ingår i släktet Heteromysis och familjen Mysidae. Inga underarter finns listade i Catalogue of Life.